# Bitwa pod Tarutino
Bitwa pod Tarutino, nazywana też bitwą pod Winkowem – bitwa stoczona w dniu 18 października 1812 roku pod Tarutino, w czasie trwania inwazji na Rosję przez wojska cesarza Napoleona.
Istotną rolę w tej potyczce odegrał polski V Korpus pod dowództwem księcia Józefa Poniatowskiego.

## Geneza
Po spaleniu Moskwy, która przestała wówczas pełnić rolę punktu strategicznego, cesarz Napoleon zwlekał z rozpoczęciem odwrotu. Wycofanie się z stolicy imperium rosyjskiego wiązało się z klęską kampanii, która jednak była nieunikniona ze względu na zbliżającą się zimę oraz brak możliwości wydania ostatecznej bitwy wojskom feldmarszałka Michaiła Kutuzowa. Awangarda (straż przednia) francuskiego obozu, stacjonująca w pobliżu Tarutino, stała się celem ataku wojsk rosyjskich. Wykorzystując element zaskoczenia, oddziały kozaków wspierane formacjami regularnymi, skutecznie zmuszając rozproszone oddziały francuskie do odwrotu.    

## Przebieg
Ciężko ocenić do kogo należały pierwsze strzały bitwy pod Tarutino. Przypuszczalnie, należały one do oddziałów polskich, pełniących straż przednią, które to wystrzeliły do zauważonych Rosjan trzy salwy armatnie. Spotykana jest także odmienna wersja, przedstawiana  przez stronę polską, francuską oraz rosyjskich uczestników starcia. Według wspomnień uczestników, sygnałem rozpoczęcia bitwy, był ostrzał armatni przeprowadzony na obóz. Następnie nastąpiło poderwanie wojsk francusko-polskich w celu odparcia ataku pułków kawalerii kozackiej, wspartej także przez formacje regularnej jazdy. Zmasowany atak na niezorganizowaną obronę wywołał chaos w szeregach armii francuskiej. Doprowadziło to do chaosu, w wyniku którego jednostki były skazane na porażkę w walce z Rosjanami. Wielu francuskich kawalerzystów zginęło zanim zdążyło dosiąść wierzchowców, inni którzy już znaleźli się w siodle poddali się panicznej ucieczce przez Kozakami. Impet uderzenia wojsk rosyjskich został zatrzymany dopiero przez oddziały V korpusu J. Poniatowskiego i 2 korpusu kawalerii. Zorganizowana obrona Polaków połączona z doskonałym dowodzeniem  księcia J. Poniatowskiego, oraz generała Stanisława Fiszera zatrzymała pochód jegrów, umożliwiając odwrót pozostałym oddziałom straży przedniej wycofanie w kierunku Woronowa, na lepsze pozycje obronne. Ponadto błyskotliwym manewrem popisały  się dwa bataliony 3 pułku piechoty pod dowództwem pułkownika Ignacego Blumera. Pełniące straż przednią oddziały, liczące około 700 żołnierzy, wsparte przez dwa działa, z jakiegoś powodu nie zostały dostrzeżone przez Rosjan. Polska piechota wykorzystując element zaskoczenie pokryła ogniem jednostki 4 korpusu, uniemożliwiając im połączenie z 6 korpusem, które doprowadzić mogło do całkowitego załamania pozycji obrońców. Mimo chwilowego zawahania wojsk rosyjskich ich przewaga zaczęła stopniowo rosnąć, w wyniku czego siły I. Blumera zostały zmuszone do odwrotu z pozycji.

## Podsumowanie
Bitwa zakończyła się wycofaniem wojsk Napoleona. Po stronie wojsk francuskich z oddziałów króla Neapolu straty były następujące: poległo 792, 863 zostało rannych, a 1153 żołnierzy dostało się do niewoli lub przepadło bez wieści. Ogrom strat dotknął także oddziały polskie; Korpus Polski stracił 1311, 2 korpus kawalerii 800 jazdy oraz 209 żołnierzy artylerii korpusu kawalerii. Dodatkowo podczas walk poległo dwóch generałów S. Fiszer i Dery. Utracono także około 38 dział. Wśród rannych znalazł się król Joachim Murat, generałowie: Józef Zajączek, Antoni Sułkowski i Karol Lefebvre-Desnouttes. W rosyjskiej niewoli znalazł się generał Mergez, pełniący obowiązki szefa sztabu 4 dywizji ciężkiej kawalerii. W wyniku ogromnych strat wiele jednostek formalnie przestało istnieć, dotyczy to m.in. 1 pułku kirasjerów, 17 brygada lekkiej kawalerii gen. Domagneta.

Ilustracja przedstawiająca przebieg bitwy pod Tarutino 1812

Oddziały dowodzone przez hrabiego Levina Augusta von Bennigsena podają straty wynoszące 74 zabitych ( wśród zabitych znalazł się generał F. Baggowut ), 438 rannych ( w tym hrabia von Beningsen) oraz 701 żołnierzy zaginionych. Należy jednak zauważyć, że dane wskazujące na 1203 straconych żołnierzy są zastanawiające.  Stosunkowo mało prawdopodobne, iż wycofujące się siły Wielkiej Armii były by w stanie zebrać ze sobą jeńców, będąc pod ciągłymi atakami wojsk rosyjskich.
Dzień po bitwie (tj. 19 października) rozpoczął się odwrót Wielkiej Armii spod Moskwy. Napoleon rozpoczął marsz na południe, w kierunku miasta Kaługa.

## Upamiętnienie

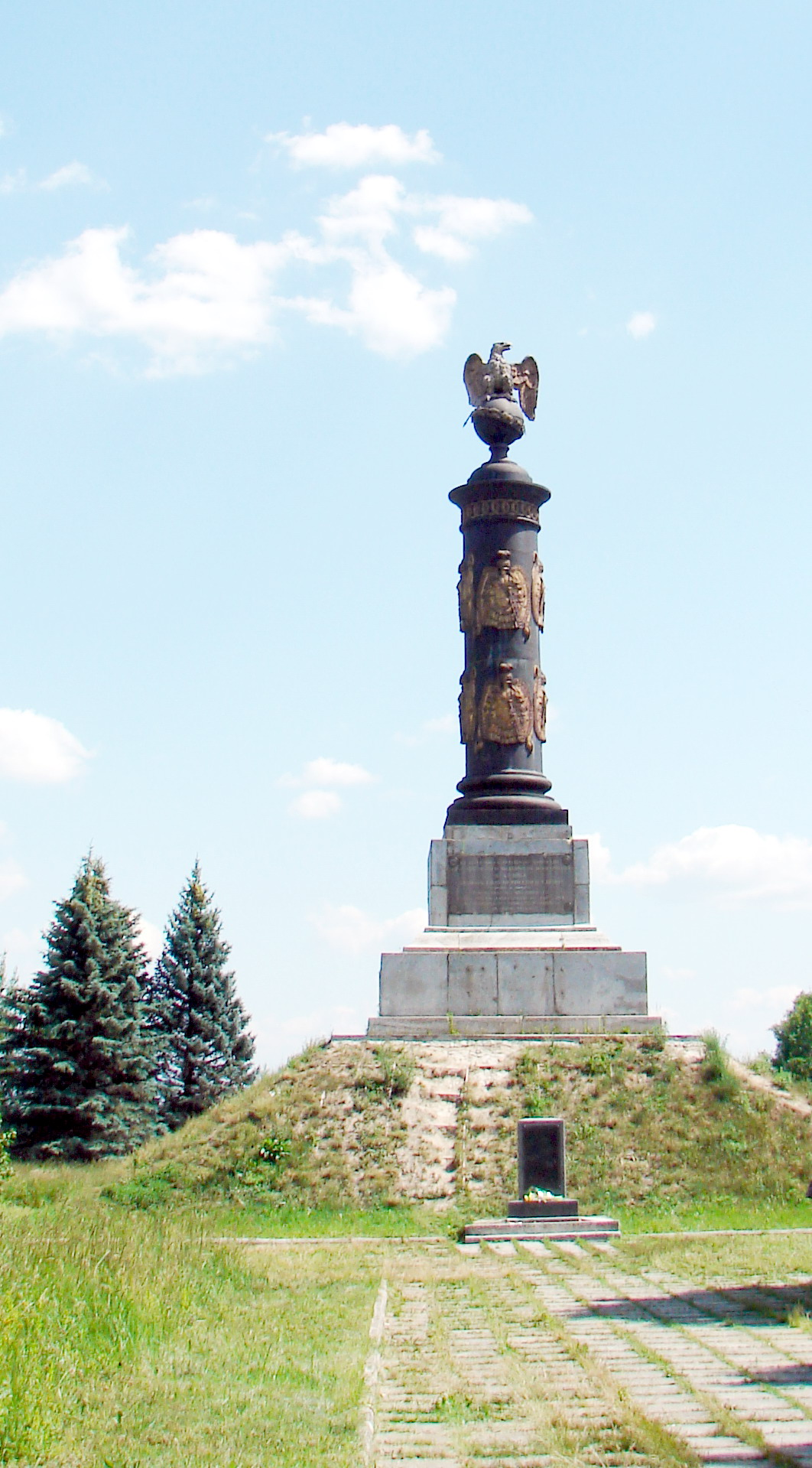
Pomnik pod Tarutino z 1834r.

Rola bitwy pod Tarutino w kulturze rosyjskiej ma ogromne znaczenie, o czym dobitnie informuje napis na jednej z inskrypcji powstałego w 1834 roku pomnika.

"W tym miejscu wojska rosyjskie pod wodzą feldmarszałka M. Kutuzowa uratowały Rosję i Europę"

Ponadto starcie jest opisane w powieści Lwa Tołstoja pt. Wojna i pokój.